# The Standard
The Standard är Kenyas näst största dagstidning efter Daily Nation. Den ges ut av mediehuset Standard Group, som också äger tv-stationen KTN. Huvudkontoret ligger i I&M Bank Tower i Nairobi.
Tidningen grundades 1902 av Alibhai Mulla Jeevanjee som African Standard, då en veckotidning. 1905 såldes tidningen till brittiska affärsmän, som bytte namn till East African Standard, gjorde tidningen till en dagstidning och flyttade huvudkontoret från Mombasa till Nairobi. Sedan 1995 är tidningen kenyanskägd.